# Brexia marioniae
Brexia marioniae là một loài thực vật có hoa trong họ Dây gối. Loài này được G.E.Schatz & Lowry mô tả khoa học đầu tiên năm 2004.